# Sergio Feferovich
Sergio Feferovich (* in Buenos Aires) ist ein argentinischer Dirigent und Musikpädagoge.
Feferovich studierte Musik an der Universidad Nacional de La Plata, es schloss sich ein Promotionsstudium an der Johns Hopkins University an. Am Peabody Conservatory der Universität erwarb er den Mastergrad im Fach Orchesterleitung, an der Catholic University of America den Mastergrad im Fach Klavier. Er erhielt u. a. Stipendien und Auszeichnungen der Organisation amerikanischer Staaten, der Fundación Amalia Fortabat, des Mozarteum Argentino und der Abgeordnetenkammer der Provinz Buenos Aires. 
Mehrere Jahre war er Leiter des Orquesta Sinfónica Nacional de Honduras, daneben leitete er als Gastdirigent Chöre und Orchester in Argentinien, den USA, Frankreich, El Salvador, Uruguay und Mexiko. Als Leiter eines Streichorchesters führte er in dem Programm La vuelta al mundo en un violin in England, Ungarn, Österreich, Frankreich, Griechenland, China, den USA, Brasilien und Argentinien Kompositionen von Wolfgang Amadeus Mozart, Antonio Vivaldi, Richard Strauss, Vittorio Monti, Leroy Anderson, Gerra Peixe und Astor Piazzolla für Kinder auf. 2007 erhielt er mit dem Programm einen Premio Teatro del Mundo für die beste Aufführung für Kinder.

## Weblink
- Sergio Feferovichs Homepage